# بابانوئل‌ها
بابانوئل‌ها یک مجموعه تلویزیونی کمدی کریسمس آمریکایی است که توسط جک بوردیت برای دیزنی پلاس و براساس مجموعه فیلم بابانوئل ساخته شده است. این به عنوان دنباله‌ای بر بابانوئل ۳: بند فرار (۲۰۰۶) عمل می‌کند و تیم آلن، الیزابت میچل، اریک لوید و دیوید کرومهولتز نقش‌های خود را در این مجموعه ایفا می‌کنند. جک بوردیت به عنوان مجری برنامه و تهیه کننده اجرایی فعالیت می‌کند.
این مجموعه تلویزیونی برای اولین بار در ۱۶ نوامبر ۲۰۲۲ پخش شد. بابانوئل‌ها برای فصل دوم در دسامبر ۲۰۲۲ تمدید شدند 

## پیون به بیرون
- بابانوئل‌ها در دیزنی+
- بابانوئل‌ها در بانک اطلاعات اینترنتی فیلم‌ها (IMDb)